# Виндобона
 Тази статия е за келтското селище в Централна Европа.  За астероида вижте (231) Виндобона.  
Виндобона (Vindobona) е бил селище на келтите на Дунав, където днес се намира Виена.
През 15 пр.н.е. царството Норик преминава към Римската империя и Дунав става граница на империята.
Във Виндобона се открива римски легионерски лагер.
По време на маркоманските войни тук умира император Марк Аврелий на 17 март 180 г. Виндобона
принадлежи към римската провинция Панония и столица е Карнунт на 40 км югоизточно от Виена на южния бряг на Дунав.
Виндобона е военен лагер с цивилния град Canabae към него. X Близначен легион e разположен във Виндобона от 103 г. до V в.